# Jeremy Maclin
Jeremy Maclin (* 11. Mai 1988 in Kirkwood, Missouri) ist ein ehemaliger US-amerikanischer American-Football-Spieler. Er spielte zuletzt auf der Position des Wide Receivers für die Baltimore Ravens in der National Football League (NFL).

## NFL

### Philadelphia Eagles
Maclin wurde im NFL Draft 2009 in der ersten Runde als 19. Spieler von den Philadelphia Eagles ausgewählt und unterschrieb am 4. August 2009 einen Vertrag über 5 Jahre. Am 27. Juli 2013 verletzte er sich im Training am vorderen Kreuzband des rechten Knies, weshalb er am 30. Juli auf der Injured Reserve List platziert wurde, was die Saison für ihn beendete.

### Kansas City Chiefs
Nachdem die Vertragsverhandlungen mit den Eagles gescheitert waren, wurde Maclin am 9. März 2015 von den Chiefs für 5 Jahre verpflichtet, wo er jährlich elf Millionen US-Dollar verdienen soll. Am 28. September 2015 fing er im Spiel gegen die Green Bay Packers einen Touchdownpass, was der erste Touchdownpass auf einen Wide Receiver seit dem 29. Dezember 2013 für die Chiefs darstellte. Am 2. Juni 2017 wurde Maclin entlassen.

### Baltimore Ravens
Am 12. Juni 2017 unterschrieb Maclin einen Spielervertrag bei den Baltimore Ravens. Er spielte in zwölf Spielen, wo er für 440 Yards und drei Touchdowns fing. Er war damit einer der unproduktivsten Starting-Wide-Receiver der Liga. Er wurde am 14. März 2018 entlassen.
Aufgrund einer Oberschenkelverletzung blieb er während der Saison 2018 Free Agent. Am 24. März 2019 verkündete Maclin seinen Rücktritt vom Profisport.